# 13일의 금요일 6
《13일의 금요일 6》(영어: Friday the 13th Part VI: Jason Lives, 영화 화면상 표기: 영어: Jason Lives: Friday the 13th Part VI)은 미국에서 제작된 톰 매클로클린 감독의 1986년 슬래셔 영화이다. 톰 매슈스 등이 출연하였고, 돈 베른스 등이 제작에 참여하였다.
원래는 《13일의 금요일 4》(1984)와 《13일의 금요일 5: 새로운 시작》(1985)의 주인공 토미 자비스를 새 악한으로 내세울 계획이었지만 《13일의 금요일 5: 새로운 시작》에 대한 팬덤 반응이 좋지 않자 다시 제이슨 보히스를 부활시켰다. 제이슨이 초능력을 지닌 것으로 명확하게 표현된 첫 작품이며, 이후 언데드 초인간이라는 설정이 유지되고 있다.
자기 인용 유머와 제4의 벽을 깨는 연출을 구사하였으며, 1990년대 스크림 시리즈류 공포 영화의 등장을 예고한 것으로 평가된다.
1988년 속편 《13일의 금요일 7: 새로운 살인》이 개봉하였다.

## 줄거리
파인허스트 하프웨이 하우스 사건 후 몇 년 전에 제이슨 보히스를 죽였던 토미 자비스가 포리스트 그린으로 개명된 크리스털 레이크로 돌아온다. 환각에 시달리는 토미는 제이슨 보히스가 나타나는 악몽을 끝내기 위해 제이슨을 화장하려고 친구 앨런과 제이슨 시체를 파내다가 분노에 휩싸여 제이슨의 몸에 쇠 울타리 말뚝을 꽂는다. 하필 여기에 번개가 내리치면서 제이슨이 저승에서 부활하여(revenant) 괴력으로 앨런을 죽인 뒤 토미가 갖고 왔던 하키 마스크를 쓴다. 토미가 이를 신고하자 보안관 마이크 개리스는 토미가 망상에 시달린다고 여기며 구금한다.
제이슨은 자신을 부활케 한 쇠 말뚝으로 여름 캠프 지도자 둘을 살해한다. 역시 지도자인 개리스의 딸 메건은 실종 신고를 하려고 친구들을 데리고 경찰서를 찾아온다. 메건은 제이슨의 부활을 경고하는 토미에게 이끌리고, 이를 본 개리스는 토미를 관할권 밖으로 이동시키고 다시는 돌아오지 말라고 경고한다. 한편 페인트볼 게임을 하는 무리를 맞닥뜨린 제이슨은 참가자들을 살해하고 마체테를 가져간다.
캠프에 아이들이 도착한다. 묘지기는 자신의 관리 소홀을 덮으려고 제이슨의 묘에 앨런의 시체를 대신 묻는다. 제이슨은 이 묘지기를 죽이고 이를 우연히 목격한 연인들까지 죽인 뒤 메건의 친구 코트, 그리고 그와 성관계를 가진 여자애를 살해한다. 이 시체들을 토미의 짓이라고 믿은 개리스는 토미를 다시 체포하고 캠프로 향하지만 제이슨은 남은 메건의 친구들을 마저 다 살해하고 개리스까지 죽여버린다. 그 사이 탈출한 토미는 메건의 도움으로 제이슨을 크리스털 레이크 호수로 유인해 제이슨의 목에 바위를 매달아 물 밑에 가라앉힌다. 그러나 제이슨은 죽지 않고 물 속에서 부활의 때를 기다릴 따름이며 이는 1988년에 개봉한 속편에서 실현된다.

## 출연
- 톰 매슈스
- 제니퍼 쿡
- 데이비드 케이건
- 케리 누넌
- 러네이 존스
- 톰 프리들리
- 다시 더모스
- 토니 골드윈
- 론 펄릴로
- C.J. 그레이엄

## 기타 제작진
- 배역: 펀 챔피언, 패멀라 배스커, 데브라 루벤스타인
- 미술: 조지프 T. 개리티
- 특수 효과: 마틴 베커

## 우리말 녹음
KBS 성우진 (2001년 8월 18일)
- 김일 - 토미(톰 매슈스)
- 차명화 - 메건(제니퍼 쿡)
- 조동희
- 정옥주
- 최병상
- 성창수
- 김옥경
- 서문석
- 문관일
- 양정애
- 석원희
- 이주원